# Bergman (Arkansas)
Bergman es un pueblo ubicado en el condado de Boone en el estado estadounidense de Arkansas. En el Censo de 2010 tenía una población de 439 habitantes y una densidad poblacional de 130,58 personas por km².

## Geografía
Bergman se encuentra ubicado en las coordenadas 36°18′46″N 93°0′40″O / 36.31278, -93.01111. Según la Oficina del Censo de los Estados Unidos, Bergman tiene una superficie total de 3.36 km², de la cual 3.36 km² corresponden a tierra firme y (0.08%) 0 km² es agua.

## Demografía
Según el censo de 2010, había 439 personas residiendo en Bergman. La densidad de población era de 130,58 hab./km². De los 439 habitantes, Bergman estaba compuesto por el 95.44% blancos, el 0.91% eran afroamericanos, el 0.23% eran amerindios, el 0% eran asiáticos, el 0% eran isleños del Pacífico, el 0.68% eran de otras razas y el 2.73% pertenecían a dos o más razas. Del total de la población el 4.1% eran hispanos o latinos de cualquier raza.